# Patrick Blanc (ski alpin)
Pour les articles homonymes, voir Patrick Blanc (homonymie) et Blanc (homonymie).
 Pascal Martin, né en 1961, est un skieur alpin et un entraineur de ski français.

## Biographie
Il est membre de l'équipe de France entre 1977 et 1984.
En 1979, il est sacré Champion de France de combiné à Auron,.
En février 1981, il est sacré Champion du monde universitaire de combiné à l'Universiade de Jaca. La même année, il est à nouveau sacré Champion de France du combiné
Par la suite, il devient entraineur de ski, notamment des équipes de France entre 1988 et 1999.
À partir de 2004, il travaille pour l'entreprise Salomon sur le développement et la promotion des ensembles skis et fixations.

## Palmarès

### Universiade
| Épreuve / Édition                | Descente | Slalom géant | Slalom | Combiné |
| Universiade d'hiver de 1981 Jaca |          |              | Or     | Bronze  |

### Championnats de France

#### Élite
| Édition / Epreuve       | Combiné |
| ----------------------- | ------- |
| Championnats 1979 Auron | Or      |
| Championnats 1981 -     | Or      |